# アテナ映像
株式会社アテナ映像（あてなえいぞう）は、東京都渋谷区に本社を置くアダルトビデオメーカーである。

## 概要
ピンク映画出身の代々木忠、鬼闘光らによって1981年に設立。アダルトビデオの創成期より活動している老舗メーカーの一つである。
1981年発売『本番生撮りシリーズ Part1 淫欲のうずき』（代々木忠監督）でAV業界に参入。当時は成人映画との境界線があいまいな時期であり、同作品は劇場公開映画として公開もされた。当時は代々木の経営していた芸能事務所であるアクトレスプロダクションの名がパッケージ等に書かれているが、「A」の文字をモチーフにしたロゴはアテナのものと同一である。その後本格的にAV作品を量産することとなり、ギリシャ神話の女神の名を冠するようになった。
『ザ・面接』『ザ・カメラテスト』をはじめとした長寿シリーズの企画作品が多数ある。
これまで一貫してレンタル向け作品を制作していたが、2009年より新作及び旧作の販売を開始した。

## 主なシリーズ
- ザ・面接 （監督:代々木忠、1993年〜2020年）
- 女が淫らになるテープ （監督:代々木忠）
- ザ・カメラテスト （監督:鬼闘光、1998年〜2011年）
- おはズボッ! （監督:大沼栄太郎）
- 独占! 人の妻ワイドスペシャル （監督:大沼栄太郎）
- 全国のエロ奥さん アソコ洗おて待っとけや  （監督:市原克也）
- 奥様欲情日記 （監督:ミツル）
- この熟女がいやらしい! （監督:ミツル）
- 家庭教師の誘惑 （監督:宇佐美忠則、安田健弘）
- 欲情列島宅配便（監督:飛田淳、1994年〜2000年）[2]
  - 欲情列島宅配便 私の処女を破りに来てっ!!